# Europacup II hockey mannen 2003
De 14de editie van de Europacup II voor mannen werd gehouden van 9 tot en met 12 april 2003 in Terrassa. Er deden acht teams mee, verdeeld over twee poules. Amsterdam H&BC won deze editie van de Europacup II. 

## Poule-indeling

### Eindstand Poule A
| Team                | Pnt | GS | W | G | V | DV | DT | DS  |
| ------------------- | --- | -- | - | - | - | -- | -- | --- |
| 1. Amsterdam H&BC   | 9   | 3  | 3 | 0 | 0 | 19 | 1  | +18 |
| 2. KS Pocztowiec SA | 6   | 3  | 2 | 0 | 1 | 14 | 6  | +8  |
| 3. Instonians       | 3   | 3  | 1 | 0 | 2 | 2  | 9  | -7  |
| 4. Stade Lausanne   | 0   | 3  | 0 | 0 | 3 | 1  | 20 | -19 |

### Eindstand Poule B
| Team                      | Pnt | GS | W | G | V | DV | DT | DS  |
| ------------------------- | --- | -- | - | - | - | -- | -- | --- |
| 1. Der Club an der Alster | 6   | 3  | 2 | 0 | 1 | 13 | 7  | +6  |
| 2. Surbiton HC            | 6   | 3  | 2 | 0 | 1 | 8  | 4  | +4  |
| 3. Club Egara             | 6   | 3  | 2 | 0 | 1 | 6  | 3  | +3  |
| 4. St Germain HC          | 0   | 3  | 0 | 0 | 3 | 1  | 14 | -13 |

## Poulewedstrijden

### Vrijdag 18 april 2003
- 11.00 B Club An Aster - Saint Germain 8-1
- 13.00 B Surbiton - Club Egara 0-2
- 15.30 A Amsterdam - Instonians 6-0
- 17.30 A KS Pocztowiec - Stade Lausanne 10-1

### Zaterdag 19 april 2003
- 11.00 B Surbiton - Saint Germain 4-0
- 13.00 B Club An Aster - Club Egara 3-2
- 15.30 A Amsterdam - Stade Lausanne 9-0
- 17.30 A KS Pocztowiec - Instonians 3-1

### Zondag 20 april 2003
- 10.30 B Surbiton - Club An Aster 4-2
- 12.30 B Saint Germain - Club Egara 0-2
- 14.30 A Stade Lausanne - Instonians 0-1
- 16.30 A Amsterdam - KS Pocztowiec 4-1

## Finales

### Maandag 21 april 2003
- 09.30 4A - 3B Stade Lausanne - Egara (2-2) 1-4 ns
- 10.00 3A - 4B Instonians - St.Germain (1-1) 4-5 ns
- 12.00 2A - 2B Poctowiec - Surbiton 2-3
- 14.30 1A - 1B Amsterdam - Club An Der Alster 4-2

## Einduitslag
1.  Amsterdam H&BC 

2.  Der Club an der Alster 

3.  Surbiton HC 

4.  KS Pocztowiec SA 

5.  St Germain HC 

5.  Club Egara 

7.  Stade Lausanne 

7.  Instonians 

Mannen:
1990 ·
Terrassa 1991 ·
Vught 1992 ·
Birmingham 1993 ·
Terrassa 1994 ·
Cagliari 1995 ·
Den Haag 1996 ·
Reading 1997 ·
's-Hertogenbosch 1998 ·
Amsterdam 1999 ·
Terrassa 2000 ·
's-Hertogenbosch 2001 ·
Eindhoven 2002 ·
Terrassa 2003 ·
Eindhoven 2004 ·
Lille 2005 ·
Reading 2006 ·
Madrid 2007 

Opgegaan in de Euro Hockey League
Vrouwen:
1991 ·
Vught 1992 ·
Birmingham 1993 ·
Cardiff 1994 ·
Groningen 1995 ·
Rotterdam 1996 ·
Utrecht 1997 ·
Leuven 1998 ·
Terrassa 1999 ·
Keulen 2000 ·
Rome 2001 ·
Ourense 2002 ·
Rotterdam 2003 ·
Laren 2004 ·
Keulen 2005 ·
Edinburgh 2006 ·
Madrid 2007 ·
Parijs 2008 ·
Manchester 2009

Opgegaan in de Europcacup I